# L'Ex de ma fille

L'Ex de ma fille est un téléfilm français réalisé par Christiane Spiero, diffusé le 29 mai 2008 sur France 3.

## Fiche technique
- Réalisation : Christiane Spiero
- Scénario : Christiane Spiero et Catherine Moinot
- Photographie : Nara Keo Kosal
- Son : Daniel Banaszak
- Musique : Stéphane Moucha
- Création des décors : Denis Bourgier
- Pays :  France
- Genre : Comédie
- Durée : 90 minutes
- date de diffusion : 29 mai 2008 sur France 3

## Distribution
- Sabine Haudepin : Florence
- Jean-Michel Noirey : Jean-Marc
- Sophie Bourdon : Pauline
- Jean-Philippe Bèche : Guillaume
- Virginie Desarnauts : Virginie
- Manoëlle Gaillard : Gladys
- Alexis Michalik : Bastien
- Alain Nempont : Alain
- Alexia Portal : Juliette
- Delphine Zentout : Alice
- Anna Gaylor : Mamie